# كينيث براون (صحفي)
كينيث براون (بالإنجليزية: Kenneth Brown)‏ هو صحفي أمريكي، (و. 1868 – 1958 م).